# Stadionul Jane Nițulescu
Stadionul Jane Nițulescu este un stadion polivalent din Caracal, județul Olt, România. Având o capacitate de 11.500 de locuri pe scaune, stadionul a găzduit meciurile echipei de fotbal FC Caracal. La 12 mai 2024, Consiliul Local al Municipiului Caracal a hotărât schimbarea denumirii stadionului din „Parc” în „Jane Nițulescu”, în memoria fotbalistului.

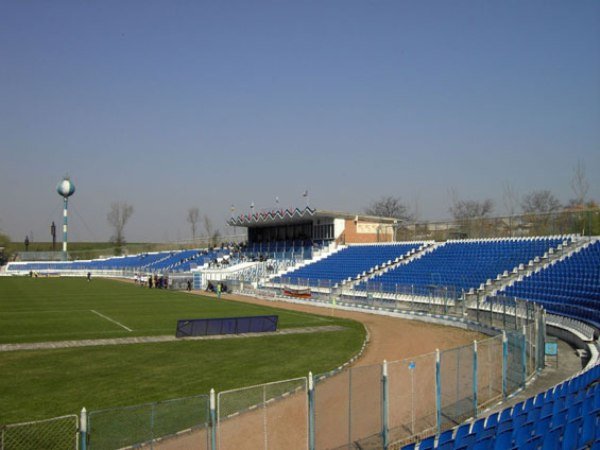
Stadionul „Jane Nițulescu” - tribuna oficială
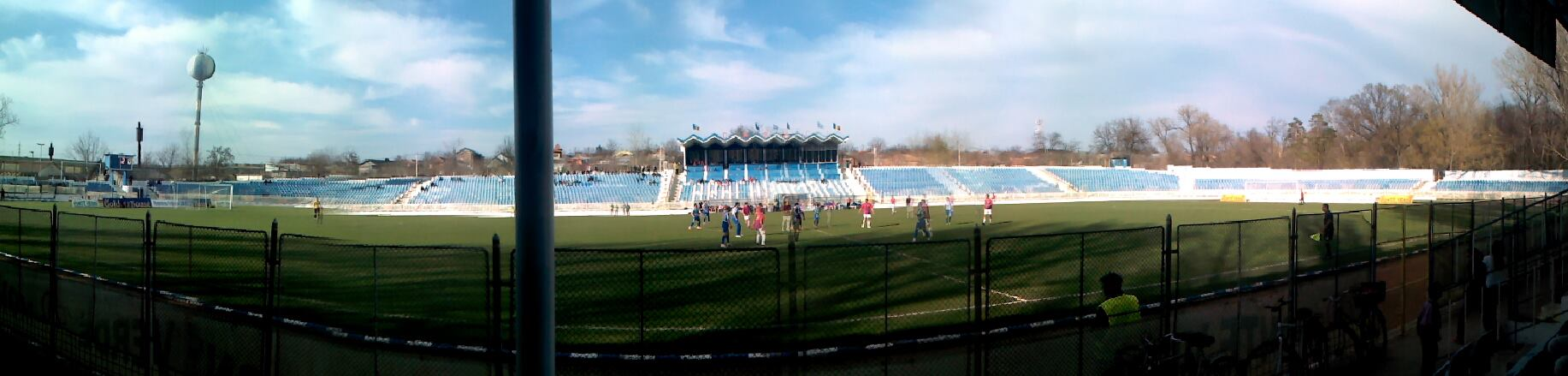
Stadionul „Jane Nițulescu” - vedere panoramică
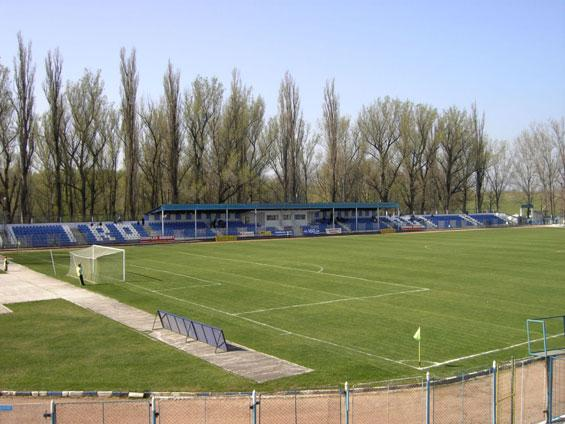
Stadionul „Jane Nițulescu” - tribuna mică